# 姓
姓（せい）とは、主に東アジアの漢字文化圏・儒教圏ので用いられる血縁集団の名称を指す。家の概念および墓への埋葬にも結びついている。
その範囲は地域や時代によって変動し、氏や名字といった他の血縁集団名と様々な階層関係にあった。
ただし近代以降、ヨーロッパなどの他の文化圏の血縁集団名、家系名（ファミリーネーム(family name)、サーネーム(surname)）の訳語としても用いられている。
東アジアを中心とした地域では君主（もしくは宗室）の姓として、秦朝の嬴姓趙氏や清の愛新覚羅氏、朝鮮半島における李氏朝鮮の李氏などのような国姓がある。一方で、日本の皇室は姓を有していない。
また、イギリス王室のファミリーネームはマウントバッテン＝ウィンザーがファミリーネームであるが姓の名乗りを強制されていない。

## 儒教圏における姓

### 儒教圏における夫婦別姓・子女の姓における父姓優先主義
どの国でも結婚、夫婦の姓には歴史と宗教が大きく関わっており、共通している歴史は男尊女卑で家父長制であったことで、 宗教は欧米ではキリスト教が、中国、韓国では儒教が大きく影響している。 女性は夫の支配下に入ると考えられていたため、キリスト教圏の国では女性が結婚と同時に夫の姓を名乗っていた。儒教圏における夫婦別姓は、妻は子を産むための「外の者」であるとの思想に基づいた伝統的夫婦別姓であった。

#### 中国
福山大学孔子学院によると、中国では女性の社会的地位が低かったので、一部の人は苗字だけで、名はなかった。結婚すると、自分の苗字を夫の苗字の後ろに付け加えた。例として、趙家に嫁入りした「劉家の娘」は「趙劉氏」と呼ばれていた。中国大陸では数千年も子供は夫の姓を名乗ることが文化や伝統となっており、父親の苗字を受け継ぐ典型的な男権社会である。中華人民共和国でも夫婦別姓制度の下で子供は夫の姓を名乗ることが習慣化していたが、一人っ子政策終了後の2018年時点には中国の上海市における新生児数約9万人のうち夫姓91.2％に対して、8.8％であるものの妻姓を名乗る子供も現れるようになっている。

#### 朝鮮半島
朝鮮半島では中国と同じく、結婚後も女性は姓が変わらず、また生まれてくる子供は父親の姓を名乗る慣習である。朝鮮では一族の系譜を族譜という冊子をまとめるが、儒教の男尊女卑のために、女性の名前は原則的に族譜に載らない。本来族譜は両班という特権階級層の子孫のみあるが、17-19世紀にかけて身分の売買がされたため、ほぼ全ての人が族譜を持つという、朝鮮全土の総両班化が起きた。多くの「姓」は漢人と共通であるが、朝鮮独自の姓もある。朝鮮人の苗字は法律上「姓」と呼ばれるため、記入欄は「姓名」と記されている。朝鮮は姓の種類が少なく、約250種類しかない。姓が同じでも、本貫さえ異なれば「別の一族」と見なされる。そのため、同姓同本は結婚制限などがあった。「家を継ぐ」という考えも日本とは異なり、養子は必ず同姓同本の一族の中から1代下の子から取る。
韓国では、2008年から子供の姓に対する夫婦の合意があり、婚姻届提出時で「子どもの姓・本貫を母親の姓・本貫にする話合いをしたか」との項目に「はい」と記載すると、子女の姓を夫の姓以外も選べるようになったが、韓国は父姓優先主義の国のままであり圧倒的に少ない。子女の姓を妻姓に変えた夫婦によると、2021年時点でも子女を親の姓にする人はほとんどいない。夫婦の周囲は「母親の姓を継がせることができるの？」という反応が最多だった。

## 日本における姓

### 日本の姓の歴史
本来は姓(せい)の元だった姓(かばね)、氏(うじ)、名字・苗字（みょうじ）はそれぞれ異なる概念だった。
現代は、どれも同一の意味として使われている。「氏(し)」として戸籍に記載されて管理されている。

#### 江戸時代以前
6世紀ごろから、朝廷から臣下に姓が与えられた。天皇は与える側であるため現代でも姓は持たない（独立した世帯を持つ皇族は宮号という称号を名乗る。）。それ以前の日本のおいては姓は見られない。
明治時代まで武家や貴族以外には姓（苗字）がなかったとされているが、誤りである。農民の名字の最古として、室町時代の資料もある。正確には公的な場で名乗ること（苗字公称）が、武士の特権とされていた。近世の日本の農民は基本的に苗字を持っていたものの、私的な場以外で名乗ることが禁止（苗字公称の禁止）されていたために使用するのは武士の関わらない仲間同士の場面（私的な場）に限られていた。小川寺（小平市）の梵鐘の寄進者名が最古の庶民層の名前の資料として残っている。この梵鐘は1686年（貞享3年）に鋳造され、小川寺の檀家である小川村の百姓らが寄進したものであるが、鐘の表面には寄進者名の農民らの苗字がすべて付されている。公的な場で苗字を名乗ることが禁じられていたため、武士以外の苗字が記録に残されることが少なくなっているだけで、武士以外も苗字（姓）自体は私的に持っていた。例として、現在の長野市の農家出身の俳人の小林一茶は、名字は出生時から「小林」である。
江戸時代の1846年（弘化3年）時点で氷川神社の造営奉納取立帳にも全村軒の戸主全員の「苗字」が記載されている。江戸から離れた現在の長野県松本平の南安曇郡の33村でも、2345人中16人という村民らの約0.68％を除いた「苗字」が記載されている。
庶民の公称許可の姓は、それ自体が公的存在であり、幕藩封建体制下の家格・由緒を示すものであった。したがって公称許可の姓は公的存在であったので、それを公的に名乗れるのは当主を中心とする男子であった。公的活動が認められていなかった女性には、姓は無縁の存在であった。この場合の妻の姓は夫婦別姓であった。

#### 明治時代
明治維新後に、新政府は平民にも届け出を提出したら苗字を公称することを許可した。1870年（明治3年）9月19日に太政官布告第608号「平民苗字許可令」が公布された（「苗字の日」は、この日に由来している）。苗字届け出が思うように出されなかった（国立公文書館は平民らは税金を多くとられると懸念したためとの説を紹介している）ため、1875年（明治8年）2月13日に「苗字必称義務令」という太政官布告で全国民への「氏(苗字)」の使用が義務化された。内容については、「これからは必ず苗字を名乗りなさい。祖先以来の苗字が分からない者は、新たに苗字をつけなさい」というものであった。
1876年（明治9年）3月17日に太政官指令で武家で一般的であった「夫婦別姓（妻に実家の氏を名乗らせること）」を国民すべてに適用することとした。政府がとった妻に実家の姓を名乗らせることについては多くの地方から問題があるとする伺いが出された。明治20年代の例として、山口県から「民事上の契約書などにおいて生家の氏を称し、あるいは夫家の氏を称するなどまちまちで民事上の紛議を醸生する恐れがある」、宮城県から「嫁家（夫家）の氏を称するのは地方一般の慣行である」、東京府から「民間普通の慣例によれば婦は夫の氏を称しその生家の氏を称する者は極めて僅かである」がある。
法務省によると、太政官指令にもかかわらず、妻が夫の氏を称することが慣習化していた。明治23年の女学雑誌にも「凡そ夫あるの婦人は、多く其夫の家の姓を用い居る」と妻が夫の家の姓を便宜の上で称することが一般化していたと記されている。
その後、1898年（明治31年）に旧民法で「夫婦同姓」とされた。明治政府が全国民への夫婦別姓制度から変更の動きをした際に、「条約改正の実現」という目的から欧米を模倣し「夫婦同姓」を強制しようとした政府の動きに対しては儒教的道徳を重んじ、「別姓」を伝統としてきた旧武士層や保守層から多くの反発が生じた。

### 姓に用いる文字

#### 日本
日本人の姓は、基本的に漢字である。ただし「一ノ瀬」などのように一部に片仮名が含まれているもの、「反り目」のように平仮名が含まれているもの、「佐々木」の「々」のように記号が含まれているものもある。
漢字文化圏以外から日本に移り住み、日本国籍を取得した者の中には、元の姓の読みを当て字にする（有道出人等）、片仮名で表記する（ハーフナー・マイク等）など本人の意向に沿った姓を選択できるため、新しい苗字が出来ることもあるが、使える文字は戸籍統一文字に限定されている。
2016年時点で日本には数多くの名字が存在するが、上位5,000ほどの名字で人口の80%以上は網羅されるとされている。

### 主な姓

#### 日本
| 順位 | 名字（読み）                           | 人数 （人）    | 備考 |
| ---- | -------------------------------------- | -------------- | --- |
| 1    | 佐藤（サトウ、サドウ）                 | およそ 184.2万 | 北海道・東北地方をはじめとする東日本（特に秋田県）や東九州に多い名字で、近畿圏では大阪府・兵庫県を除きそれほど多くはない。沖縄県ではむしろ珍しい名字。 |
| 2    | 鈴木（スズキ、ススキ、ススギ）         | およそ 177.8万 | 愛知県（特に三河）・静岡県及び南関東・東北地方に多い。南関東のランキングでは1位。発祥地は和歌山県海南市だが、西日本（特に九州・沖縄地方）にはさほど多くはない。 |
| 3    | 高橋（タカハシ、タカバシ）             | およそ 139.2万 | この名字も東北地方をはじめ東日本（とくに岩手県の北上市周辺）や中四国地方に多い傾向がある。 |
| 4    | 田中（タナカ、ダナカ、デンチュウ）     | およそ 132.0万 | 全国満遍なく分布し、大半の都道府県で上位にランクされるが、密度では西日本（沖縄県を除く）の方が多い。大阪府・山陰地方・福岡県のランキングでは1位であり、西日本全体でも1位である。東日本でも関東地方（特に埼玉県入間・比企地域）・甲信越地方（特に長野県）・北海道では密度が高い。 |
| 5    | 伊藤（イトウ）                         | およそ 106.0万 | 中京地方及び東北地方・関東地方・近畿地方・山陰地方に多い。件数は愛知県が最も多いが、密度では三重県の方が多い。愛知県名古屋市では市町村としては最も件数が多い。 |
| 6    | 渡辺（ワタナベ、ワタベ）               | およそ 105.0万 | 発祥地は大阪市中央区で、沖縄県を除く全国に満遍なく分布するが、密度は山梨県や静岡県など東日本南部または中京地方・九州（特に大分県）に多い。 |
| 7    | 山本（ヤマモト）                       | およそ 103.6万 | どちらかといえば西日本に多いが、東北地方は多くない。北陸地方・山陽地方では1位、近畿地方・山陰地方では2位。東日本でも山梨県や東海地方(特に愛知県・静岡県)では上位にランクされる。                                                                                                 |
| 8    | 中村（ナカムラ）                       | およそ 103.2万 | 全国に分布する。どちらかといえば西日本に多い。特に近畿・九州地方に多い。 |
| 9    | 小林（コバヤシ、オバヤシ）             | およそ 101.6万 | 関東・信越・近畿・中国地方に多い。 |
| 10   | 加藤（カトウ）                         | およそ 87.8万  | 発祥地は加賀国（石川県）だが、北陸地方ではそれほど多くない。中京地方には多く分布する。 |
| 11   | 吉田（ヨシダ、キチダ、ヨシタ）         | およそ 81.8万  | 発祥は京都市左京区。沖縄県を除く全国に分布するが、北陸・近畿・四国地方で密度が高い。 |
| 12   | 山田（ヤマダ）                         | およそ 80.4万  | 特定の地方に多いというわけではなく、日本のどの地方においても平均的に件数が存在する。左記理由により、各種書類等の記入見本に山田姓が用いられる例は多い。 |
| 13   | 佐々木（ササキ）                       | およそ 66.1万  | 発祥地は滋賀県米原市だが、北海道・東北地方・福井県・中国地方に多い。 |
| 14   | 山口（ヤマグチ）                       | およそ 63.5万  | 全国万遍なく分布するが、西日本（特に西九州）で割合が高い。日本の都道府県名のうち、日本人の姓としては最も多い。 |
| 15   | 松本（マツモト）                       | およそ 61.9万  | 西日本や北関東に多く分布する。 |
| 16   | 井上（イノウエ、イカミ）               | およそ 60.7万  | 西日本に多く分布する。 |
| 17   | 木村（キムラ）                         | およそ 56.8万  | 沖縄県を除く全国に分布する。 |
| 18   | 林（ハヤシ）                           | およそ 53.9万  | 北陸・近畿地方や山口県に多くに分布する。 |
| 19   | 斎藤（サイトウ）                       | およそ 53.5万  | |
| 20   | 清水（シミズ、キヨミズ、ショウズ）     | およそ 52.6万  | |
| 21   | 山崎（ヤマザキ、ヤマサキ）             | およそ 47.6万  | 西日本では「ヤマサキ」が多い。逆に東日本では「ヤマザキ」が多い。 |
| 22   | 森（モリ）                             | およそ 46.0万  | 西日本に多く分布する。 |
| 23   | 池田（イケダ、イケタ）                 | およそ 44.4万  | |
| 24   | 橋本（ハシモト）                       | およそ 44.2万  | |
| 25   | 阿部（アベ）                           | およそ 43.5万  | 東北地方に多く分布する。 |
| 26   | 石川（イシカワ、イシガワ）             | およそ 42.2万  | |
| 27   | 山下（ヤマシタ、ヤマモト）             | およそ 41.2万  | 西日本に多く分布する。 |
| 28   | 中島（ナカジマ、ナカシマ）             | およそ 39.6万  | 中国地方や九州地方などでは「ナカシマ」が多い。 |
| 29   | 石井（イシイ、イワイ）                 | およそ 39.4万  | 関東地方に多く分布する。 |
| 30   | 小川（オガワ、コカワ、オカワ、コガワ） | およそ 39.2万  | |

| 地域             | #1   | #2   | #3   | #4     | #5   | #6   | #7   | #8   | #9   | #10  |
| ---------------- | ---- | ---- | ---- | ------ | ---- | ---- | ---- | ---- | ---- | ---- |
| 東日本全体       | 鈴木 | 佐藤 | 高橋 | 渡辺   | 伊藤 | 小林 | 田中 | 加藤 | 中村 | 吉田 |
| 西日本全体       | 田中 | 山本 | 中村 | 井上   | 松本 | 佐藤 | 吉田 | 伊藤 | 山田 | 山口 |
| 北海道・東北地方 | 佐藤 | 高橋 | 鈴木 | 佐々木 | 伊藤 | 渡辺 | 阿部 | 斎藤 | 吉田 | 千葉 |
| 関東地方         | 鈴木 | 佐藤 | 高橋 | 渡辺   | 小林 | 田中 | 中村 | 伊藤 | 加藤 | 吉田 |
| 中部地方         | 鈴木 | 伊藤 | 加藤 | 渡辺   | 佐藤 | 小林 | 山田 | 田中 | 山本 | 中村 |
| 近畿地方         | 田中 | 山本 | 中村 | 伊藤   | 吉田 | 井上 | 松本 | 山田 | 小林 | 山口 |
| 中国・四国地方   | 山本 | 田中 | 中村 | 高橋   | 井上 | 松本 | 藤井 | 佐藤 | 渡辺 | 山田 |
| 九州・沖縄地方   | 田中 | 中村 | 佐藤 | 山口   | 井上 | 吉田 | 山本 | 山下 | 松本 | 古賀 |

| 都道府県 | #1   | #2     | #3     | #4     | #5   |
| -------- | ---- | ------ | ------ | ------ | ---- |
| 北海道   | 佐藤 | 高橋   | 佐々木 | 鈴木   | 伊藤 |
| 青森県   | 工藤 | 佐藤   | 佐々木 | 木村   | 成田 |
| 岩手県   | 佐藤 | 佐々木 | 高橋   | 千葉   | 菊池 |
| 宮城県   | 佐藤 | 高橋   | 鈴木   | 佐々木 | 阿部 |
| 秋田県   | 佐藤 | 高橋   | 佐々木 | 伊藤   | 鈴木 |
| 山形県   | 佐藤 | 高橋   | 鈴木   | 斎藤   | 伊藤 |
| 福島県   | 佐藤 | 鈴木   | 渡辺   | 斎藤   | 遠藤 |
| 茨城県   | 鈴木 | 佐藤   | 小林   | 渡辺   | 高橋 |
| 栃木県   | 鈴木 | 渡辺   | 佐藤   | 小林   | 高橋 |
| 群馬県   | 高橋 | 小林   | 佐藤   | 新井   | 清水 |
| 埼玉県   | 鈴木 | 高橋   | 佐藤   | 小林   | 新井 |
| 千葉県   | 鈴木 | 高橋   | 佐藤   | 渡辺   | 伊藤 |
| 東京都   | 鈴木 | 佐藤   | 高橋   | 田中   | 小林 |
| 神奈川県 | 鈴木 | 佐藤   | 高橋   | 渡辺   | 小林 |
| 新潟県   | 佐藤 | 渡辺   | 小林   | 高橋   | 鈴木 |
| 富山県   | 山本 | 林     | 吉田   | 中村   | 山田 |
| 石川県   | 山本 | 中村   | 田中   | 吉田   | 山田 |
| 福井県   | 田中 | 山本   | 吉田   | 山田   | 小林 |
| 山梨県   | 渡辺 | 小林   | 望月   | 清水   | 佐藤 |
| 長野県   | 小林 | 田中   | 中村   | 丸山   | 伊藤 |
| 岐阜県   | 加藤 | 伊藤   | 山田   | 林     | 渡辺 |
| 静岡県   | 鈴木 | 渡辺   | 山本   | 望月   | 杉山 |
| 愛知県   | 鈴木 | 加藤   | 伊藤   | 山田   | 近藤 |
| 三重県   | 伊藤 | 山本   | 中村   | 田中   | 鈴木 |
| 滋賀県   | 田中 | 山本   | 中村   | 西村   | 山田 |
| 京都府   | 田中 | 山本   | 中村   | 井上   | 吉田 |
| 大阪府   | 田中 | 山本   | 中村   | 吉田   | 松本 |
| 兵庫県   | 田中 | 山本   | 井上   | 藤原   | 松本 |
| 奈良県   | 山本 | 田中   | 吉田   | 中村   | 松本 |
| 和歌山県 | 山本 | 田中   | 中村   | 松本   | 前田 |
| 鳥取県   | 田中 | 山本   | 山根   | 松本   | 前田 |
| 島根県   | 田中 | 山本   | 佐々木 | 藤原   | 高橋 |
| 岡山県   | 山本 | 藤原   | 三宅   | 佐藤   | 田中 |
| 広島県   | 山本 | 藤井   | 田中   | 村上   | 高橋 |
| 山口県   | 山本 | 田中   | 中村   | 藤井   | 原田 |
| 徳島県   | 佐藤 | 近藤   | 吉田   | 森     | 田中 |
| 香川県   | 大西 | 田中   | 山下   | 高橋   | 山本 |
| 愛媛県   | 高橋 | 村上   | 越智   | 山本   | 渡部 |
| 高知県   | 山本 | 小松   | 山崎   | 浜田   | 高橋 |
| 福岡県   | 田中 | 中村   | 古賀   | 井上   | 山本 |
| 佐賀県   | 山口 | 田中   | 古賀   | 松尾   | 中島 |
| 長崎県   | 山口 | 田中   | 中村   | 松尾   | 松本 |
| 熊本県   | 田中 | 中村   | 松本   | 村上   | 坂本 |
| 大分県   | 佐藤 | 後藤   | 河野   | 小野   | 渡辺 |
| 宮崎県   | 黒木 | 甲斐   | 河野   | 日高   | 佐藤 |
| 鹿児島県 | 中村 | 山下   | 田中   | 前田   | 東   |
| 沖縄県   | 比嘉 | 金城   | 大城   | 宮城   | 新垣 |

#### 中華人民共和国
2020年時点で、姓は約3000種類あるが、約100種が常用されている。

## 言語圏ごとの姓と名の順序と表記
姓と名の表記の順は、表記対象の人がどの国の人か、どの言語圏に属しているか、ということや、それを実際に表記する言語、また書籍の種類（一般の書籍なのか、学術本なのか等）や雑誌の種類（一般人向けの雑誌なのか、科学誌なのか、その中でも具体的にどの科学誌なのか）等々の種類の影響も受ける。
日本人が、日本人の姓名を漢字やかなを用いて表記する時は、姓-名の順で表記する。中国をはじめとする漢字文化圏およびマジャル人（ハンガリー人）の人名も原語表記では姓-名で表記されるが、それ以外のヨーロッパ諸言語（英語・ドイツ語・フランス語・スペイン語等）では名-姓で表記される。
2000年に文部省国語審議会は、日本人の人名表記についてはローマ字表記においても「姓―名」の順が望ましいと答申した。
日本サッカー協会ではこの答申に従って2012年4月から選手名を姓-名とし、姓を大文字にして表記している。
科学技術情報流通技術基準（SIST）では「（論文の）参照文献欄の欧文著者名の記載順は「名・姓」順ではないのですか」という問いに対し次のように回答。
科学技術情報流通技術基準（SIST）はまた、「日本語論文の参照文献欄で外国人名をカタカナ表記する場合、「姓・名」順ですか。複数著者名の場合の区切り記号は何ですか」との問いに対し、次のように回答した。
日本政府は2019年10月に「公用文等における日本人の姓名のローマ字表記について」を発表し、2020年1月から政府の各府省庁の公用文におけるローマ字表記においては「姓・名」の順に統一することとした。
これを受けて日本放送協会（NHK）も、2020年3月30日から、放送やWEBサイトでの表記を「姓・名」の順に統一することとしている。

### 英語や西洋言語における日本人姓名の順序
英語では、存命中または最近死去した日本人の姓名に関して、一般的には姓が最後（名-姓の順序）でマクロンを付さずに与えられる。歴史上の人物では名字が最初に（可能ならマクロンありで）付けられる。
日本人は通常、英語や西洋言語を使う際に、伝統的な日本の姓名順序とは逆の「名-姓」という順序で姓名を紹介する。明治時代の日本で始まったもので、多くの英語出版物では現代日本人の姓名順序は姓が後ろになっている。文部科学省の国語審議会は、この慣習が明治時代に定着したと次のように書いている。
明治時代に起こった脱亜入欧の側面として、日本人は欧米言語において西洋の「名-姓」という順序を採用し、当時の日本が後進国ではなく先進国であることを世界により広く知らしめることになった。球技などの国際的イベントに参加する際も、日本人は西洋の「名-姓」順序を使用していた。日本人には実際の名の短縮形となるニックネームがしばしばあり、彼らは外国人と一緒の時にこれらの名前を使うことも多い。 例えば、「カズユキ」は自分自身を「カズ」と呼んだりもする。これらの名前はミドルネームとは見なされない。

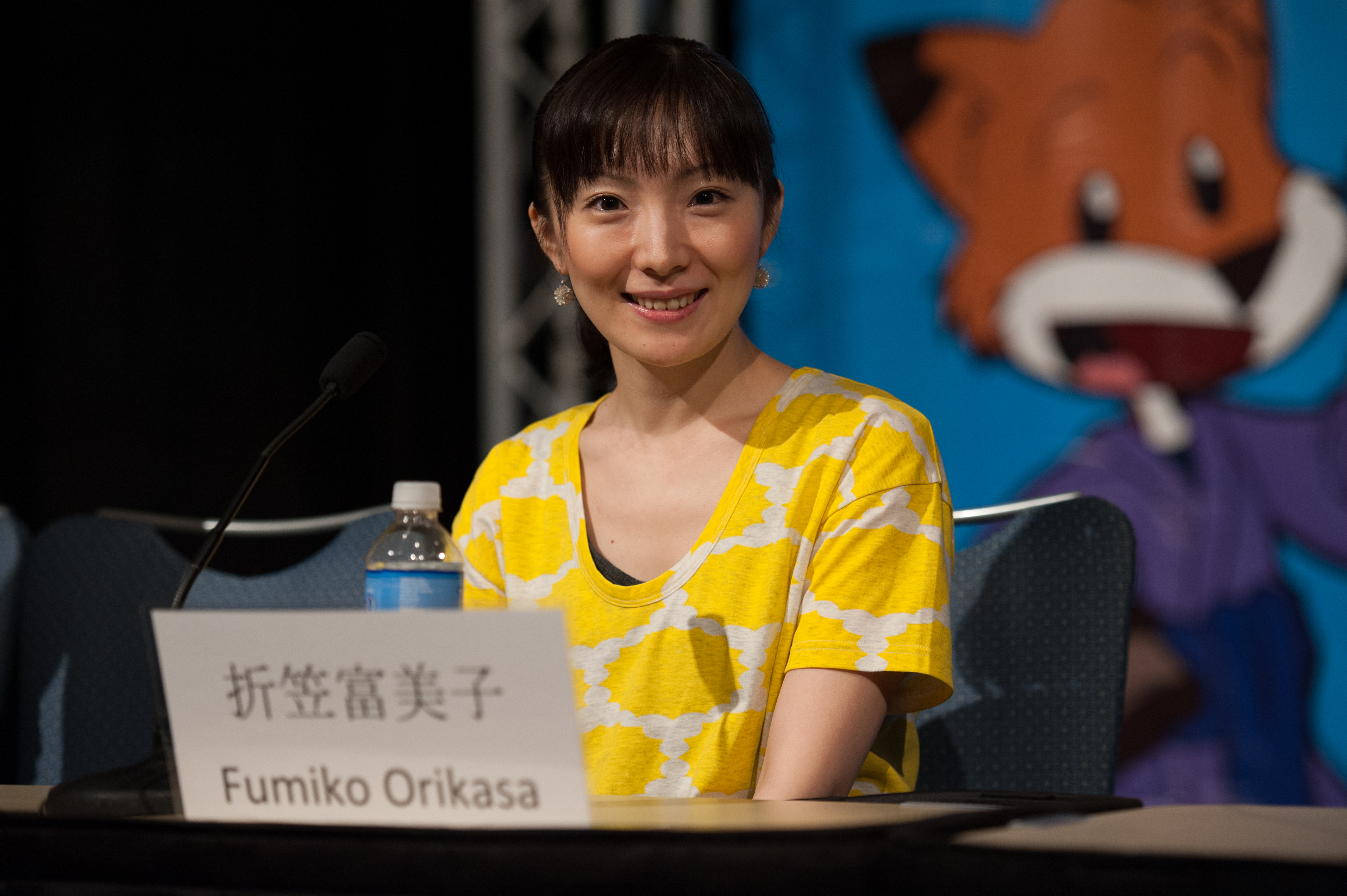
日本語表記では姓が先で、英語表記では名前が先という例。声優の折笠富美子（Fumiko Orikasa）。

大半の海外出版物では存命する日本人の姓名は逆さになっており、大半の日本人は海外販売するもの（書籍など）に書き込む自分の姓名を逆さにしている。海外と取引を行う日本企業の幹部役員は通常2種類の名刺を持っており、1つが国内で使う日本語だけのもので、もう1つが外国人向けで西洋式に「名-姓」となっているものである。海外の著名な報道出版物では、西洋式順序が用いられている。
歴史上の人物は、英語でも名字が最初に呼ばれることが多い。これは特に、日本に関する学術著作の中でそうなっている。多くの学術著作は一般的に日本人の姓名について日本式の順序を使用しており、もしも著者が日本人学者ならば学術著作は日本式の順序を使用する可能性がより高い。『ジャパニーズ・ネームズ』の著者ジョン・パワーは「日本語を話したり読んだりできる人は、日本人の姓名を西洋式の順序に変えることに強い抵抗がある」と記した。これら作家によって書かれた書籍には、日本人の姓名がオリジナルの順序であるという注釈がしばしば入っている。一部の海外書籍には、一貫した姓名順序の慣行がない。『ルック・ジャパン』の佐伯シズカは「これは作家や翻訳者にとって頭痛の種であるだけでなく、読者にとっても混乱の元となっている」と述べた。 
東京に本部を置くプロの執筆者団体、Society of Writers, Editors and Translators（SWET）のリン・E・リッグスは「あなたが日本に関する本を出版する場合、あなたは日本について知りたいと思っている人々に向けてそれを出版しています。それで彼らは、何か新しい事または新しいとされている何かを学ぶことに興味があるのです」と述べた。
佐伯は2001年に、大半の日本人が英語を書く際には西洋式順序を使っているとしつつも、20世紀に日本は経済大国になったことで、一部の人達が日本式順序の使用促進を始めたと述べている。SWETによって書かれた日本に関する英語著作物を作るための1998年ガイド『ジャパン・スタイルシート』は、翻訳者が姓名順序の一貫性を促したいとして、できる限り普段から日本式の姓名順序を使うよう主張している。
1987年、日本の英語教科書出版社の1社が日本式順序を使用し、2001年では日本の英語教科書出版社の8社のうち6社が日本式順序を使用した。2000年12月、文部科学省の国語評議会は「一定の書式に従って書かれる名簿や書類などは別として、一般的には各々の人名固有の形式が生きる形で紹介・記述されることが望ましい」として、英語著作物で日本式の姓名順序を使用するよう推奨した。同時に 、個人名のどの部分が名字でどの部分が名前であるかを明確にするために、名字を大文字にする（YAMADA Haruo）ことやコンマを使用する（Yamada,Haruo）との提言もなされた。
英語における日本の姓名の優先順位に関して文化庁が行った2000年1月の「国語に関する世論調査」では、34.9%が日本式の順序を優先し、30.6%が西洋式の順序を優先し、29.6%がどちらでもなかった。
1986年に国際交流基金は、すべての刊行物に日本式の姓名順序を使用することを決定した。 国際交流基金の出版部広報は2001年頃に、よく読まれる英語話者の新聞を含む一部のSWET出版物は、西洋式順序を使用し続けると述べた。 2001年時点で同局のスタイルシートでは、状況に応じて異なる姓名順序を使用することを推奨している。例えば、国際会議の文書など、日本に精通していない読者向けの出版物には西洋式の順序を使用するよう提唱している。